# لیپیه (شهرستان توماشوف مازوویتسکی)
لیپیه (به لاتین: Lipie) یک روستا در لهستان است که در گمینا چرنگویتسه واقع شده‌است. لیپیه ۲۰۰ نفر جمعیت دارد.